# Marcolfo
Marcolfo, conosciuto anche come Marculfus, dal latino (fl. VII secolo), è stato un monaco cristiano e scrittore francese, del VII secolo.

## Biografia
Marcolfo o Marculfus, è stato un monaco e scrittore francese, abate dell'abbazia di Saint-Denis, a Parigi, vissuto nella seconda metà del VII secolo.
La sua opera principale come scrittore è una raccolta di 89 formulae scritte ad exercenda initia puerorum, scritta presumibilmente tra il 650 e il 655, divisa in due libri, il primo riguardante le cause regales (atti pubblici) e il secondo le cause pagenses (atti privati).
È basata sul Breviarium alaricianum e alle sue epitomi.
È una delle due "formulae" francesi che hanno avuto corso anche in Italia, l'altra proviene da Tours: le formulae turonenses o sirmondicae.
Nel formulario di Marcolfo viene tra l'altro menzionata l'istituzione del "giuramento generale di fedeltà al re" del regno carolingio, che esisteva da tempo sotto i Merovingi..